# Oxycilla malaca
Oxycilla malaca là một loài bướm đêm trong họ Erebidae.